# Jamindan
Jamindan è una municipalità di quarta classe delle Filippine, situata nella Provincia di Capiz, nella Regione del Visayas Occidentale.
Jamindan è formata da 30 baranggay:
- Agambulong
- Agbun-od
- Agcagay
- Aglibacao
- Agloloway
- Bayebaye
- Caridad
- Esperanza
- Fe
- Ganzon
- Guintas
- Igang
- Jaena Norte
- Jaena Sur
- Jagnaya

- Lapaz
- Linambasan
- Lucero
- Maantol
- Masgrau
- Milan
- Molet
- Pangabat
- Pangabuan
- Pasol-o
- Poblacion
- San Jose
- San Juan
- San Vicente
- Santo Rosario